# اوا دکاستلو
اِوا دکاستلو (چکی: Eva Decastelo؛ زادهٔ ۱۲ سپتامبر ۱۹۷۸) بازیگر، مدل و مجری اهل جمهوری چک است.
از فیلم‌ها یا مجموعه‌های تلویزیونی که وی در آن‌ها نقش داشته است، می‌توان به خیابان اشاره نمود.